# Mutter ist die Allerbeste
Mutter ist die Allerbeste (Originaltitel: The Donna Reed Show) ist eine US-amerikanische Fernsehserie mit Donna Reed in der Hauptrolle. Die Sitcom wurde vom 24. September 1958 bis zum 19. März 1966 erstmalig auf ABC ausgestrahlt und von Briskin Productions (1958–1959), Todon of California (1958–1963) und Screen Gems produziert.

## Handlung
Donna Stone ist eine Hausfrau aus der Mittelschicht und hat zwei Kinder im Teenager-Alter: Mary und Jeff. Unterstützt wird sie von ihrem Ehemann, dem Kinderarzt Dr. Alex Stone. 
Donna ist eine Frau mit Gefühlen und einem Sinn für Humor, liebevolle Mutter und Ehefrau, aber auch eine starke Frau, die sich aktiv in ihrer Gemeinde Hilldale engagiert. Als Mary ihr Studium beginnt, nehmen die Stones das Waisenmädchen Trisha auf.

## Hintergrund
Die in Schwarz-Weiß produzierte Fernsehserie war die erste Familien-Sitcom, in der die Mutter im Mittelpunkt der Serie stand; sie folgte dem Vorbild von Vater ist der Beste. 
Die Produzenten der Fernsehserie waren Reeds zweiter Ehemann Tony Owen, mit seiner Produktionsfirma Todon of California, und William S. Roberts, von dem auch die Idee für die Serie stammte. Für die Kamera war Gert Andersen zuständig und der Schnitt wurde von Richard Fantl und Robert B. Hoover umgesetzt. Teile der Serie wurden auf der Columbia/Warner Bros. Ranch in Burbank, Kalifornien, aufgezeichnet; in einigen Folgen übernahm Reed selbst die Regie. Wie viele Fernsehproduktionen der damaligen Zeit wurde die Serie von bekannten Unternehmen wie der Campbell Soup Company, Johnson & Johnson, der National Biscuit Company und ab Herbst 1963 von Singer gesponsert.
In einem Interview von 2008 erklärte Paul Petersen, der Jeff Stone spielte:

„Mutter ist die Allerbeste stellt eine bessere Zeit und einen besseren Ort dar. Sie hat ein gewisses Maß an Intelligenz und Professionalität, das in den aktuellen Unterhaltungsprodukten leider fehlt. Die Botschaften, die sie vermittelte, waren positiv und aufbauend. Die Leute, die man sah, waren sympathisch, die Familie war lustig, die Situationen waren den Leuten vertraut. In 22 […] Minuten wurden moralische Anweisungen und Ratschläge gegeben, wie man mit den kleinen Dilemmas des Lebens umgehen kann. Jeff und Mary und ihre Freunde hatten alle dieselben Probleme wie echte Kinder in der High School. […] Darum ging es in der Sendung wirklich, um die Bedeutung der Familie. Dort werden die Lektionen des Lebens weitergegeben, von Generation zu Generation. Es gibt eine bestimmte Art und Weise, auf die sie weitergegeben werden, mit Liebe und Zuneigung.“

Nach Ansicht von Freunden und Familienmitgliedern hatte Reed viele Ähnlichkeiten mit der Figur, die sie auf dem Bildschirm darstellte, was darauf hindeutet, dass die fiktive Donna Stone eine fast identische Kopie von Reed selbst war. Die Sendung endete 1966, trotz anhaltender Beliebtheit und guter Quoten, da Stone sich nicht auf eine Rolle festlegen wollte – sie galt als das Idealbild der US-amerikanischen Hausfrau. In den Filmjahren 1984 und 1985 übernahm sie die Rolle der Miss Ellie in Dallas von Barbara Bel Geddes und zog sich nach deren Rückkehr von der Arbeit vor der Kamera zurück; sie verstarb im Jahr 1986 an den Folgen von Bauchspeicheldrüsenkrebs.

## Besetzung und Synchronisation

### Hauptbesetzung
| Rollenname            | Schauspieler    | Synchronsprecher |
| --------------------- | --------------- | ---------------- |
| Donna Stone           | Donna Reed      | Edith Schneider  |
| Dr. Alex Stone        | Carl Betz       | Claus Holm       |
| Jeff Stone            | Paul Petersen   | Helo Gutschwager |
| Mary Stone            | Shelley Fabares | Marianne Lutz    |
| Trisha                | Patty Petersen  |                  |
| Dr. Dave Kelsey       | Bob Crane       |                  |
| Midge Kelsey          | Ann McCrea      |                  |
| Morton „Smitty“ Smith | Darryl Richard  |                  |
| Karen Holmby          | Janet Landgard  |                  |

### Nebenrollen
- Onkel Bo (Jack Kelk)
- Zachary Blake (Stephen Pearson)
- Herbie Bailey (Tommy Ivo)
- Scotty / Jerry (Jimmy Hawkins), Freund von Mary Stone.
- Roger (Jan Stine)
- Angie (Candy Moore), Freundin von Jeff Stone in der vierten Staffel und als „neue“ Freundin Bernice/Bebe in der achten Staffel; Moore spielte die Tochter von Lucille Ball, Chris, in The Lucy Show.
- Babs (Melinda Plowman), Marys beste Freundin während der ersten Staffel.
- Mr. and Mrs. Wilgus (Howard McNear, Kathleen Freeman)
- Lydia Langley (Mary Shipp)

### Änderungen in der Besetzung
In der fünften Staffel wechselt Mary auf das College, wodurch sich Shelley Fabares’ Auftritte ab 1963 verringerten und aus ihrer Haupt- eine Nebenrolle wurde. Das ermöglichte ihr andere Rollen anzunehmen; sie kehrte aber insgesamt sieben Mal für Gastauftritte in den letzten drei Staffeln der Sitcom zurück, zuletzt in Folge 13 der finalen achten Staffel. Nach Fabares’ Ausscheiden trat Paul Petersens reale Schwester, Patty Petersen, als Trisha in die Serie ein; sie spielte ein entlaufenes Waisenkind, das schließlich von der Familie Stone adoptiert wird.
Außerdem wurden die Figuren Midge und Dave Kelsey als die neuen Nachbarn der Stones eingeführt: gespielt von Ann McCrea und Bob Crane. Aufgrund ihrer Beliebtheit wurden daraus ab 1964 Hauptrollen und sowohl McCrea als auch Crane wurden im Vorspann der Sitcom genannt. Die Änderungen führten zu den höchsten Einschaltquoten in der Staffel 6. Crane verließ das Format im Jahr 1965 wieder, um die Hauptrolle in der CBS-Sitcom Ein Käfig voller Helden zu übernehmen, auf seine Figur wurde aber in nachfolgenden Folgen noch Bezug genommen.
Gegen Ende der Serie war der Schauspieler Darryl Richard regelmäßig als Morton „Smitty“ Smith als Jeff Stones bester Freund zu sehen. „Smitty“ erschien erstmals 1962 und wurde ab Staffel 6 zu einer Hauptfigur. Außerdem war Janet Landgard von 1963 bis 1965 als Karen Holmby Teil der Sitcom.

### Gastauftritte
In Mutter ist die Allerbeste traten während der achtjährigen Laufzeit mehrere prominente Gaststars auf, die sich teilweise selbst spielten.
Der Baseballspieler Don Drysdale trat in vier Folgen auf, Willie Mays in drei Folgen und Leo Durocher einmal. Die Sänger Tony Martin und Lesley Gore sowie der Musiker Harry James hatten ebenfalls Cameo-Auftritte. Gore war in der finalen Folge der Sitcom, By-Line-Jeff Stone, am 19. März 1966 zu sehen.
Der Filmregisseur George Sidney trat 1961 in der Folge The Stones Go To Hollywood als er selbst auf, zusammen mit dem Filmhund Lassie. Die Folge warb für Sidneys damals aktuellen Spielfilm Pepe – Was kann die Welt schon kosten, in dem Reed ihrerseits einen Cameo-Auftritt hatte.
James Darren, ein damaliger Teenie-Schwarm, hatte einen Gastauftritt als ein an Masern erkrankter Popmusiksänger. Der Kinderdarsteller Charles Herbert hatte in vier Folgen eine wiederkehrende Gastrolle als David Barker, ein junger Militärschüler, dem die Stones helfen.
In der 1960 erschienenen Crossover-Folge Donna Decorates trat Jay North zusammen mit seinem Dennis, Geschichten eines Lausbuben-Co-Star Joseph Kearns als Mr. George Wilson auf. Esther Williams hatte einen Gastauftritt als Molly, Modedesignerin und Freundin von Donna, die in der Folge The Career Woman einen Arzt heiraten will. Im wirklichen Leben waren Williams und Reed seit den frühen 1940er Jahren eng befreundet, als sie aufsteigende MGM-Vertragsstars wurden.
Mehrere weitere Schauspieler hatten Gastauftritte in verschiedenen Rollen, darunter Richard Deacon, Gale Gordon, Harvey Korman, Miyoshi Umeki, Doodles Weaver und Dick Wilson.
Da Fabares vor Mutter ist die Allerbeste in der Mickey Mouse Club-Serie Annette mitspielte, hatten auch vier andere Darsteller der Serie Gastauftritte: Richard Deacon, Cheryl Holdridge, Doreen Tracey und Mary Wickes.
Andere bemerkenswerte Gaststars waren:
- Lee Aaker
- Jack Albertson
- John Astin
- Binnie Barnes
- Raymond Bailey
- Bobby Buntrock
- Bobby Burgess
- Harry Cheshire
- Dabney Coleman
- Hans Conried
- Richard Conte
- Ellen Corby
- Johnny Crawford
- Esther Dale
- Kim Darby
- Margaret Dumont
- Stuart Erwin
- Tiger Fafara
- Jamie Farr
- Florida Friebus
- Harold Gould
- George Hamilton
- Arte Johnson
- Buster Keaton
- DeForest Kelley
- Ted Knight
- Sheila James Kuehl
- Charles Lane
- Cloris Leachman
- Alice Pearce
- Gigi Perreau
- Marion Ross
- William Schallert
- Hal Smith
- James Stacy
- Tisha Sterling
- Olive Sturgess
- Stephen Talbot
- Marlo Thomas
- Mary Treen
- Jesse White
- Rhys Williams
- William Windom
- Estelle Winwood
- Will Wright

## Ausstrahlung und Episoden
Die Sitcom feierte am 24. September 1958 auf ABC ihre Premiere. Insgesamt wurden 275 Folgen in acht Staffeln produziert, die bis zum 19. März 1966 liefen. Die Serie hatte in Staffel 6 ihre höchsten Einschaltquoten und erreichte Platz 16 (Nielsen-Ratings).
| Staffel | Folgen | Erstausstrahlung (USA) | Letzte Folge (USA) |
| ------- | ------ | ---------------------- | ------------------ |
| 1       | 37     | 24. September 1958     | 3. Juni 1959       |
| 2       | 38     | 24. September 1959     | 16. Juni 1960      |
| 3       | 38     | 15. September 1960     | 8. Juni 1961       |
| 4       | 39     | 14. September 1961     | 14. Juni 1962      |
| 5       | 34     | 20. September 1962     | 9. Mai 1963        |
| 6       | 32     | 19. September 1963     | 23. April 1964     |
| 7       | 30     | 17. September 1964     | 8. April 1965      |
| 8       | 27     | 16. September 1965     | 19. März 1966      |

In Deutschland wurden 52 Folgen der Fernsehserie erstmalig ab dem 13. Januar 1961 bis 1965 montags im Vorabendprogramm der ARD ausgestrahlt; sie wurde neben Vater ist der Beste zu einem Beispiel des „American Way of Life“ für die Zuschauer. Zu den ausgestrahlten Folgen gehören unter anderem Fröhliche Weihnachten, Jeffs Doppelleben und Donna als Heiratsvermittlerin der ersten Staffel sowie Ein guter Freund aus der zweiten Staffel.
Die ersten fünf Staffeln der Sitcom wurden zwischen 2008 und 2015 in englischer Sprache auf DVD (Regional Code 1) veröffentlicht. Im deutschsprachigen Raum ist Mutter ist die Allerbeste weitestgehend in Vergessenheit geraten.

## Trivia
In der Popkultur gibt es Bezüge zu Mutter ist die Allerbeste in vielen Fernsehserien und Filmen. So haben in Folge 14 der ersten Staffel der Sitcom Gilmore Girls Rory und ihr Freund Dean eine Meinungsverschiedenheit über die Rolle der Frau, nachdem sie eine Folge der Serie gesehen haben; in der Folge bereitet Reeds Figur eine Menge Essen zu. Später kleidet sich Rory wie Donna Reed und serviert Dean ein Steak. In dem Film Major Payne erklingt das von John Seely komponierte Titellied der Serie, Happy Days, während Payne über ein idyllisches Familienleben mit Emily und Tiger fantasiert.
Ein Ausschnitt des Titellieds ist auch in einer Szene des Films Pleasantville – Zu schön, um wahr zu sein zu hören, als die Kameraeinstellung von einem Blick über die moderne Vorstadtsiedlung, in der die Hauptfiguren leben, zu David schwenkt, der die fiktive Serie Pleasantville – innerhalb des Films – im Fernsehen anschaut.
Das Wohnzimmer-Filmset wurde später als Major Nelsons Wohnzimmer in Bezaubernde Jeannie, als das Wohnzimmer der Mitchells in Dennis, Geschichten eines Lausbuben und in der Fernsehserie Hazel verwendet. In den ersten Jahren der Serie wurden in Supermarkt-Szenen Produkte der verschiedenen Sponsoren der Serie gezeigt, eine frühe Form der Produktplatzierung.
Der Vorspann der ersten Staffel von Die Munsters aus dem Jahr 1964 ist eine Hommage auf den Vorspann von Mutter ist die Allerbeste. Wie in Mutter ist die Allerbeste gibt Yvonne De Carlo in ihrer Rolle als Lily Munster den Familienmitgliedern, die das Haus verlassen, ihr Essen mit auf den Weg.
Der Schauspieler Jimmy Hawkins, der in der Serie – und als wiederkehrende Rolle – den Freund von Mary Stone verkörperte, spielte auch den Sohn von Donna Reed in Ist das Leben nicht schön?.

## Auszeichnungen und Nominierungen
Primetime Emmy Awards
- 1959: Nominierung für den „Primetime Emmy“ in der Kategorie „Best Actress in a Leading Role (Continuing Character) in a Comedy Series“ für Donna Reed[1]
- 1960: Nominierung für den „Primetime Emmy“ in der Kategorie „Outstanding Performance by an Actress in a Series (Lead or Support)“ für Donna Reed
- 1961: Nominierung für den „Primetime Emmy“ in der Kategorie „Outstanding Continued Performance by an Actress in a Series (Lead)“ für Donna Reed
- 1962: Nominierung für den „Primetime Emmy“ in der Kategorie „Outstanding Continued Performance by an Actress in a Series (Lead)“ für Donna Reed

Golden Globe Award
- 1963: „Golden Globe“ in der Kategorie „Best TV Star – Female“ für Donna Reed[1]

Auszeichnungen in Deutschland
- 1964: „Bronzener Otto“ der deutschen Jugendzeitschrift Bravo
- 1965: „Silberner Otto“ der deutschen Jugendzeitschrift Bravo

Young Artist Awards
- 1994: „Former Child Star Lifetime Achievement Award“ für Shelley Fabares[1]
- 1997: „Former Child Star Lifetime Achievement Award“ für Paul Petersen

TV Land Awards
- 2004: Nominierung für den „TV Land Award“ in der Kategorie „Favorite Teen Dream – Female“ für Shelley Fabares

Am 20. Juni 2004 wurde die Figur des Dr. Alex Stone auf Platz 16 der „50 Greatest TV Dads of All Time“ (dt. „Die 50 besten Fernsehväter aller Zeiten“) der US-amerikanischen Fernsehzeitung TV Guide gewählt.